# KHY (groupe)
Pour les articles homonymes, voir Khy.
KHY, aussi stylisé Khy, est un groupe espagnol de rock, originaire de Madrid. Il est formé en 2009 par Patricia Tapia, chanteuse de Mägo de Oz et ex-chanteuse de Nexx.
Ses membres sont notamment Óscar Pérez (ex-Nexx) à la batterie, Juan Guadaño aux claviers, Juan Sánchez à la guitare solo, Juanjo à la basse, et Dani à la guitare rythmique.

## Histoire
Le groupe est formé en 2009 sous le nom de Patricia Tapia KHY. Le 2 novembre 2009, le groupe ouvre son compte Myspace officiel où il poste une chanson en avant-première de ce qui allait devenir le groupe, la chanson Promesas olvidadas. Par la suite, plusieurs vidéos des répétitions du groupe dans la salle Ritmo y Compás de Madrid sont mises en ligne, reprenant les chansons Moonlight Shadow de Mike Oldfield et Umbrella de Rihanna. Peu de temps après, d'autres avant-premières ont été mises en ligne avec les chansons Nunca más et Perder el control, une chanson qui avait initialement été retirée de l'album, mais qui pouvait finalement être acheté en tant que morceau bonus sur iTunes. En février 2010, le clip vidéo de leur première chanson, Promesas olvidadas, est publié sur leur chaîne YouTube, suivi quatre jours après par la sortie du clip du single En mi locura. Toujours en 2010, ils sortent leur premier album, Volver a creer, duquel sont extraits les morceaux susmentionnés.
En 2011, ils sortent leur deuxième album studio, Irrompible, avec de nouveaux membres du groupe et un son plus rock que le premier album. Patricia donne un petit concert à Mexico en première partie de Mägo de Oz, mais  sans les membres de KHY. En 2012, ils donnent des concerts promotionnels dans différentes villes espagnoles, et l'album sort à la fin de l'année en Amérique.
Au début de l'année 2014, Patricia partage un lien sur sa page Facebook dans lequel elle annonce le nouveau nom de son album, Genesis, qui, selon elle, sortirait en février ou en mars. Genesis sort le 13 avril 2014 en Espagne, et est édité l'année suivante (2015) au Mexique. Il contient un son plus dur, et fait collaborer les nouveaux membres du groupe Juan Sánchez et Javier Sane. Revolución est le premier single de cet album, qui est accompagné d'un clip,. À cette période, le groupe avait déjà changé de nom pour KHY. Fin 2014, Jaime de la Aldea et Javier Sane quittent le groupe. La présentation des nouveaux membres se fait lors d'un concert spécial organisé à la Sala Paddock de Madrid, il s'agit de Juanjo Alcaraz à la basse et de Dani Castellanos (producteur du groupe) à la guitare,.
En 2015, ils annoncent une mini-tournée acoustique à travers l'Espagne dans laquelle les mineurs sont autorisés à entrer. Le 7 novembre 2015, le groupe donnera son premier concert hors d'Espagne, à Mexico. L'année 2016 est consacrée à une tournée mexicaine. Le 25 février 2017, ils effectuent un concert avec Death and Legacy à Madrid.

## Discographie
- 2010 : Volver a creer
- 2011 : Irrompible
- 2014 : Génesis (édité au Mexique)